# Barnumbir
Barnumbir o Barnumbirr es una diosa en la mitología aborigen australiana de la cultura yolngu en Tierra de Arnhem, que representa al planeta Venus; el cual anuncia la luz del nuevo día, y es considerada igualmente como estrella presagiadora de desdichas. 
Según los yolngu, Barnumbir es la estrella de la mañana que por tener miedo de ahogarse en el río de la Vía Láctea; habría pedido ayuda a dos ancianas. Estas ancianas para poder ayudarla la ataron con una larga cuerda de luz en un árbol en la isla de Baralku; lugar desde el cual ella se encarga de guiar las almas al Paraíso. Se dice igualmente que para cuidarla, durante el día una de las ancianas la guardaría en una cesta.

## Rituales
Los yolngu se reúnen después del atardecer esperando la salida del planeta. A medida que se acerca, en las primeras horas antes del amanecer, los yolngu dicen que lleva detrás de ella una cuerda de luz atada a la isla de Baralku en la tierra, y que a lo largo de esta cuerda, y con la ayuda de un bastón ceremonial, la gente puede comunicar con sus seres queridos ya fallecidos, mostrándoles que todavía les aman y recuerdan.